# Sclerocactus

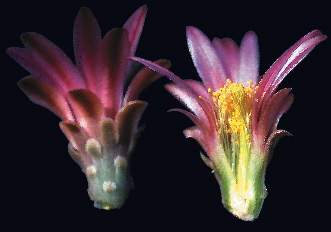
Blüten von Sclerocactus polyancistrus.

Sclerocactus ist eine Pflanzengattung aus der Familie der Kakteengewächse (Cactaceae).

## Beschreibung

### Vegetative Merkmale
Die Arten der Gattung Sclerocactus wachsen klein bleibend, meistens einzeln, gelegentlich jedoch auch sprossend. Die kugelförmigen bis zylindrischen, seltener niedergedrückt kugelförmigen Triebe sind gehöckert oder gerippt und bedornt. Die etwas über den Dornen tragenden Teil hinaus verlängerten Areolen besitzen häufig Nektardrüsen. Die ein bis sechs Mitteldornen, die gelegentlich auch fehlen können, sind unterschiedlich gefärbt. Einer oder mehrere von ihnen sind gehakt. Sie werden bis zu 9 Zentimeter lang. Die meist weißen oder grauen, gelegentlich auch dunkleren zwei bis elf Randdornen sind gerade und bis zu 6 Zentimeter lang.

### Blüten
Die am Scheitel der Triebe erscheinenden kurz trichterförmigen oder glockenförmigen Blüten öffnen sich tagsüber. Ihr Perikarpell und die Blütenröhre sind kahl.

### Früchte und Samen
Die eiförmigen, zylindrischen, keulenförmigen oder tönnchenförmigen Früchte sind meist beschuppt. Sie sind entweder fleischig und nicht aufreißend oder Reife vertrocknend und dann unterschiedlich aufreißend. Der Blütenrest ist ausdauernd. Die Früchte enthalten braune oder schwärzlich braune, glänzende oder matte, breit eiförmige, gekielte oder nicht gekielte Samen. Die Samenschale ist wenig skulpturiert.

## Verbreitung
Sclerokakteen sind im Südwesten der Vereinigten Staaten, nahe dem Colorado River und im Schatten der Rocky Mountains verbreitet. Ihre weit verstreuten Vorkommen verteilen sich auf die Staaten Arizona, Kalifornien, Colorado, Nevada, New Mexico und Utah, deren einmalige ökologische Nischen der Ursprung für den Variantenreichtum innerhalb der einzelnen Arten sind.
Ihr Vorkommen ist durch klimatische und regionale Charakteristika geprägt. An einigen Lokalitäten sind Überschneidungen von Arten möglich. Trotzdem verhindern genetisch aufgebaute Schranken die gemeinsame Blütezeit beispielsweise von Sclerocactus polyancistrus und Sclerocactus nyensis sowie Sclerocactus parviflorus und Sclerocactus wetlandicus.

## Systematik

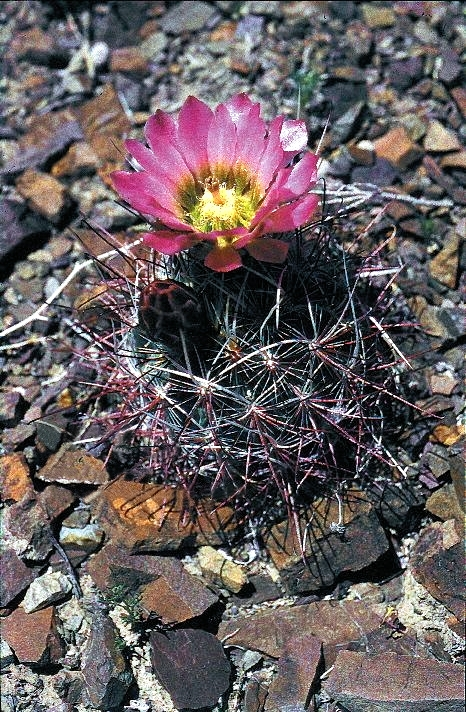
Sclerocactus polyancistrus in Nevada. Junge Pflanze in Blüte.

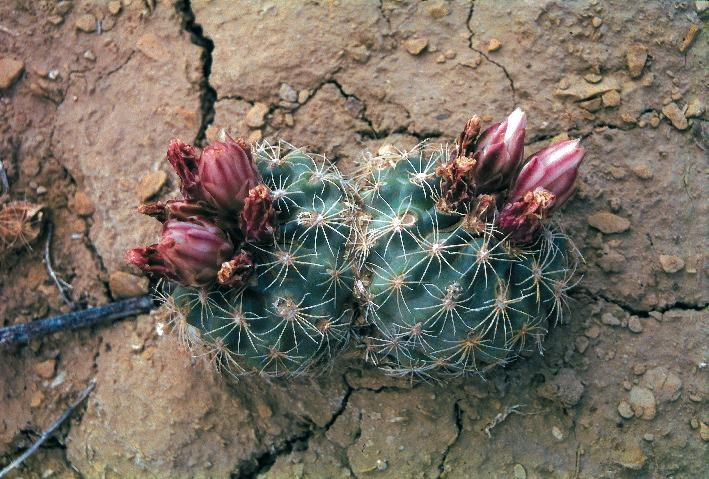
Sclerocactus mesae-verdae in Colorado. Seltene Form mit rosa Blüten.

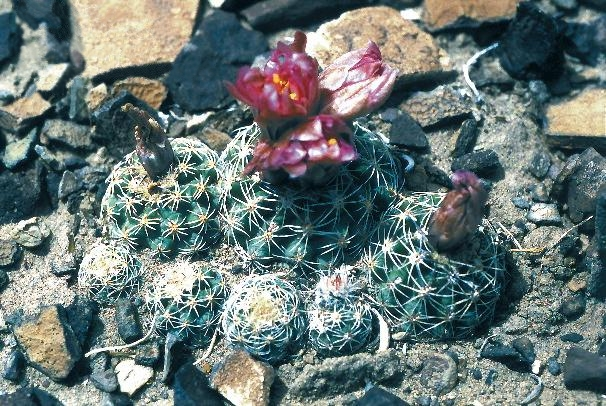
Sclerocactus wetlandicus subsp. ilseae in Utah. Mit Jungpflanzen.

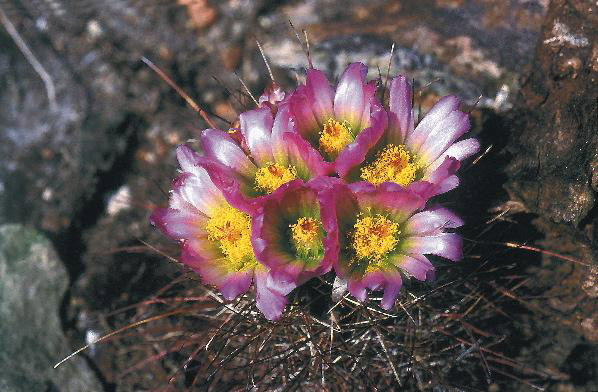
Sclerocactus parviflorus subsp. havasupaiensis in der Colorado-River-Region in Arizona. Mit zahlreichen Blüten.

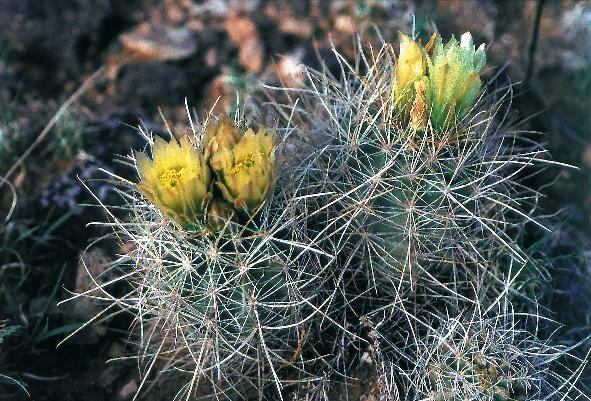
Sclerocactus parviflorus subsp. terrae-canyonae in Utah. Mit typischen gehakten Zentraldornen.

Die Erstbeschreibung der Gattung durch Nathaniel Lord Britton und Joseph Nelson Rose wurde 1922 veröffentlicht. Die Typusart der Gattung ist Sclerocactus polyancistrus.

### Systematik nach Hochstätter (2005)
Nach Fritz Hochstätter werden drei Sektionen der Gattung Sclerocactus unterschieden:
- Sektion Mesae-Verdae Hochstätter
  - Sclerocactus mesae-verdae (Boissev. & C.Davidson) L.D.Benson
  - Sclerocactus wetlandicus Hochstätter
    - Sclerocactus wetlandicus subsp. wetlandicus
    - Sclerocactus wetlandicus subsp. ilseae Hochstätter = Sclerocactus brevispinus K.D.Heil & J.M.Porter
- Sektion Parviflori Hochstätter
  - Sclerocactus parviflorus Clover & Jotter
    - Sclerocactus parviflorus subsp. parviflorus
    - Sclerocactus parviflorus subsp. havasupaiensis (Clover) Hochstätter
    - Sclerocactus parviflorus subsp. terrae-canyonae (K.D.Heil) K.D.Heil & J.M.Porter
    - Sclerocactus parviflorus subsp. macrospermus Hochstätter
    - Sclerocactus parviflorus subsp. variiflorus Hochstätter

  - Sclerocactus whipplei (Engelm. & J.M.Bigelow) Britton & Rose
    - Sclerocactus whipplei subsp. whipplei
    - Sclerocactus whipplei subsp. busekii Hochstätter
    - Sclerocactus whipplei subsp. cloverae (K.D.Heil & J.M.Porter) Hochstätter ≡ Sclerocactus cloverae K.D.Heil & J.M.Porter

  - Sclerocactus glaucus (J.A.Purpus ex K.Schum.) L.D.Benson
  - Sclerocactus wrightiae L.D.Benson
- Sektion Sclerocactus Hochstätter
  - Sclerocactus polyancistrus (Engelm. & J.M.Bigelow) Britton & Rose
  - Sclerocactus nyensis Hochstätter
  - Sclerocactus pubispinus (Engelm.) L.D.Benson
  - Sclerocactus spinosior (Engelm.) D.Woodruff & L.D.Benson
    - Sclerocactus spinosior subsp. spinosior
    - Sclerocactus spinosior subsp. blainei (S.L.Welsh & K.H.Thorne) Hochstätter ≡ Sclerocactus blainei S.L.Welsh & K.H.Thorne

Als nicht zur Gattung gehörig sieht Fritz Hochstätter die Arten Sclerocactus papyracanthus, Sclerocactus brevihamatus, Sclerocactus scheeri und Sclerocactus uncinatus an. Sclerocactus papyracanthus führt er in der monotypischen Gattung Toumeya Britton & Rose (1922), die jedoch ein späteres Homonym der Algengattung Toumeya Harv. (1858) ist. Alexander Borissowitsch Doweld führte 2001 für die übrigen Arten die Gattung Ancistrocactus in einer engen Gattungsumschreibung mit zwei Arten und fünf Unterarten wieder ein, was jedoch nicht allgemein anerkannt ist.
Synonyme der Gattung sind Echinomastus Britton & Rose (1922), Toumeya Britton & Rose (1922) – nom. illeg., Ancistrocactus Britton & Rose (1923) und Coloradoa Boissev. & C.Davidson (1941).

### Systematik nach N.Korotkova et al. (2021)
Die Gattung umfasst die folgenden Arten:
- Sclerocactus blainei S.L.Welsh & K.H.Thorne ≡ Sclerocactus spinosior subsp. blainei (S.L.Welsh & K.H.Thorne) Hochstätter
- Sclerocactus brevihamatus (Engelm.) D.R.Hunt
  - Sclerocactus brevihamatus subsp. brevihamatus
  - Sclerocactus brevihamatus subsp. tobuschii (W.T.Marshall) N.P.Taylor
- Sclerocactus brevispinus K.D.Heil & J.M.Porter = Sclerocactus wetlandicus subsp. ilseae Hochstätter
- Sclerocactus cloverae K.D.Heil & J.M.Porter ≡ Sclerocactus whipplei subsp. cloverae (K.D.Heil & J.M.Porter) Hochstätter
- Sclerocactus erectocentrus (J.M.Coult.) N.P.Taylor
- Sclerocactus glaucus (K.Schum.) L.D.Benson
- Sclerocactus intertextus (Engelm.) N.P.Taylor
  - Sclerocactus intertextus subsp. dasyacanthus (Engelm.) N.P.Taylor
  - Sclerocactus intertextus subsp. intertextus
- Sclerocactus johnsonii (Parry ex Engelm.) N.P.Taylor
  - Sclerocactus johnsonii subsp. acunensis (W.T.Marshall) M.A.Baker & J.M.Porter
  - Sclerocactus johnsonii subsp. johnsonii
- Sclerocactus mariposensis (Hester) N.P.Taylor
- Sclerocactus mesae-verdae (Boissev. & C.Davidson) L.D.Benson
- Sclerocactus nyensis Hochstätter
- Sclerocactus papyracanthus (Engelm.) N.P.Taylor
- Sclerocactus parviflorus Clover & Jotter
- Sclerocactus polyancistrus (Engelm. & J.M.Bigelow) Britton & Rose
- Sclerocactus pubispinus (Engelm.) L.D.Benson
- Sclerocactus scheeri (Salm-Dyck) N.P.Taylor
- Sclerocactus sileri (L.D.Benson) K.D.Heil & J.M.Porter
- Sclerocactus spinosior (Engelm.) D.Woodruff & L.D.Benson
- Sclerocactus unguispinus (Engelm.) N.P.Taylor
- Sclerocactus warnockii (L.D.Benson) N.P.Taylor
- Sclerocactus wetlandicus Hochstätter
- Sclerocactus whipplei (Engelm. & J.M.Bigelow) Britton & Rose
  - Sclerocactus whipplei subsp. heilii (Castetter, P.Pierce & K.H.Schwer.) D.R.Hunt
  - Sclerocactus whipplei subsp. whipplei
- Sclerocactus wrightiae L.D.Benson